# Macroteleia ligula
Macroteleia ligula är en stekelart som beskrevs av Muesebeck 1977. Macroteleia ligula ingår i släktet Macroteleia och familjen Scelionidae. Inga underarter finns listade i Catalogue of Life.